# ブレイク・グリフィン
ブレイク・オースティン・グリフィン（Blake Austin Griffin, 1989年3月16日 - ）は、アメリカ合衆国オクラホマ州オクラホマシティ出身の元プロバスケットボール選手。NBAのロサンゼルス・クリッパーズなどで活躍した。現役時代のポジションはパワーフォワードまたはセンター。

## 学生時代
アフリカ系（ハイチ系）の父親と白人の母親の間に生まれた。父親がコーチを務めるオクラホマ・クリスチャン高校でプレイし、在学中の4年間全てで州のチャンピオンシップに導いた。2年目の2004-05シーズンにはグリフィンは州のオールチームに選ばれるが、彼の兄であるテイラー・グリフィンも優秀なバスケットボール選手で、テイラーはこの年の州の年間最優秀選手に選ばれている。2005-06シーズンには21.7得点12.5リバウンド4.9アシストをあげ、兄に続いて州の年間最優秀選手に選ばれた。最終学年の2006-07シーズンには16.8得点15.1リバウンド4.9アシストをあげ、2年連続の年間最優秀選手と、高校卒業選手のオールスターゲームであるマクドナルド・オール・アメリカンに選ばれ、ゲームに出場するとともに、スラムダンクコンテストでは優勝を果たした。

### オクラホマ大学
大学はオクラホマ大学に進学。1年目の2007-08シーズンから先発に抜擢され、14.7得点9.1リバウンドの成績を残してオクラホマ大を23勝12敗の成績に導き、ビッグ12カンファレンスの1stチームとオールルーキー1stチームに選出される。オクラホマ出身の選手がオールルーキーチームに選ばれるのは1983年以来のことだった。
2008-09シーズンには22.7得点14.4リバウンド、FG成功率65.4%を記録。シーズン通算504リバウンドはカンファレンス歴代最高記録となり、NCAA1部の選手としてはラリー・バードが1978-79シーズンに記録した505リバウンド以来の好記録となった。またシーズン中に達成した30回のダブル・ダブルはデビッド・ロビンソンが残したNCAA記録にあと1つまで迫った（オクラホマ大の新記録）。2月14日のテキサス工科大学との試合は、グリフィンの大学時代のベストゲームに挙げられる。彼はこの日31分間のプレイで40得点（FG:19-22 成功率72.7%）23リバウンドをあげ、チームを95-74の勝利に導いた。グリフィンは40得点20リバウンド以上をあげたオクラホマ大男子バスケットボールチーム史上3人目の選手となった。2009年のNCAAトーナメントではオクラホマ大を2003年以来となるSweet16にまで導いている。各賞レースではネイスミス賞、ジョン・ウッデン賞、AP通信選出の年間最優秀選手、カンファレンスの年間最優秀選手に選ばれた。
| ウイングスパン | 垂直跳び（助走なし） | 垂直跳び（助走あり） | コート3/4（約21m）走 | ベンチプレス（84kg） |
| -------------- | -------------------- | -------------------- | -------------------- | -------------------- |
| 211cm          | 81.3cm               | 90.2cm               | 3.28秒               | 22回                 |

備考
- 身長はシューズを脱いで204cm、履いて208cmだった[4]。

故障
グリフィンはオクラホマ大学時代に度重なる故障に悩まされている。2008年1月14日の試合では膝の捻挫でそのまま担架で運ばれ、次の試合も逃した。2ヵ月後には再び右膝を捻挫して軟骨を損傷し、関節鏡視下手術を受けている。2008年2月21日の試合ではプレイ中の衝突で脳震盪を起こしベンチに下がった。後遺症が心配されたが2月28日のテキサス工科大との試合では20得点19リバウンドをあげて復活を遂げている。

## NBAキャリア

### ロサンゼルス・クリッパーズ
オクラホマ大学では2年間だけプレイし、2009年のNBAドラフトにアーリーエントリーを宣言。エントリー宣言の記者会見はESPNによって全米放送された。エントリーの時点でグリフィンは全体1位指名を確実視されており、そしてドラフト当日はロサンゼルス・クリッパーズから全体1位指名を受けてNBA入りを果たした（兄のテイラー・グリフィンもフェニックス・サンズから全体43位指名を受けた）。低迷が続くクリッパーズは再建を図るためオフにグリフィンと同じパワーフォワードのスター選手、ザック・ランドルフを放出しており、グリフィンに大きな期待を掛けていた。
2009-10シーズン、グリフィンは、プレシーズンマッチ最終戦で足に重傷を負ってしまった。グリフィンのNBAでの1年目は、シーズン全休という結果に終わった。

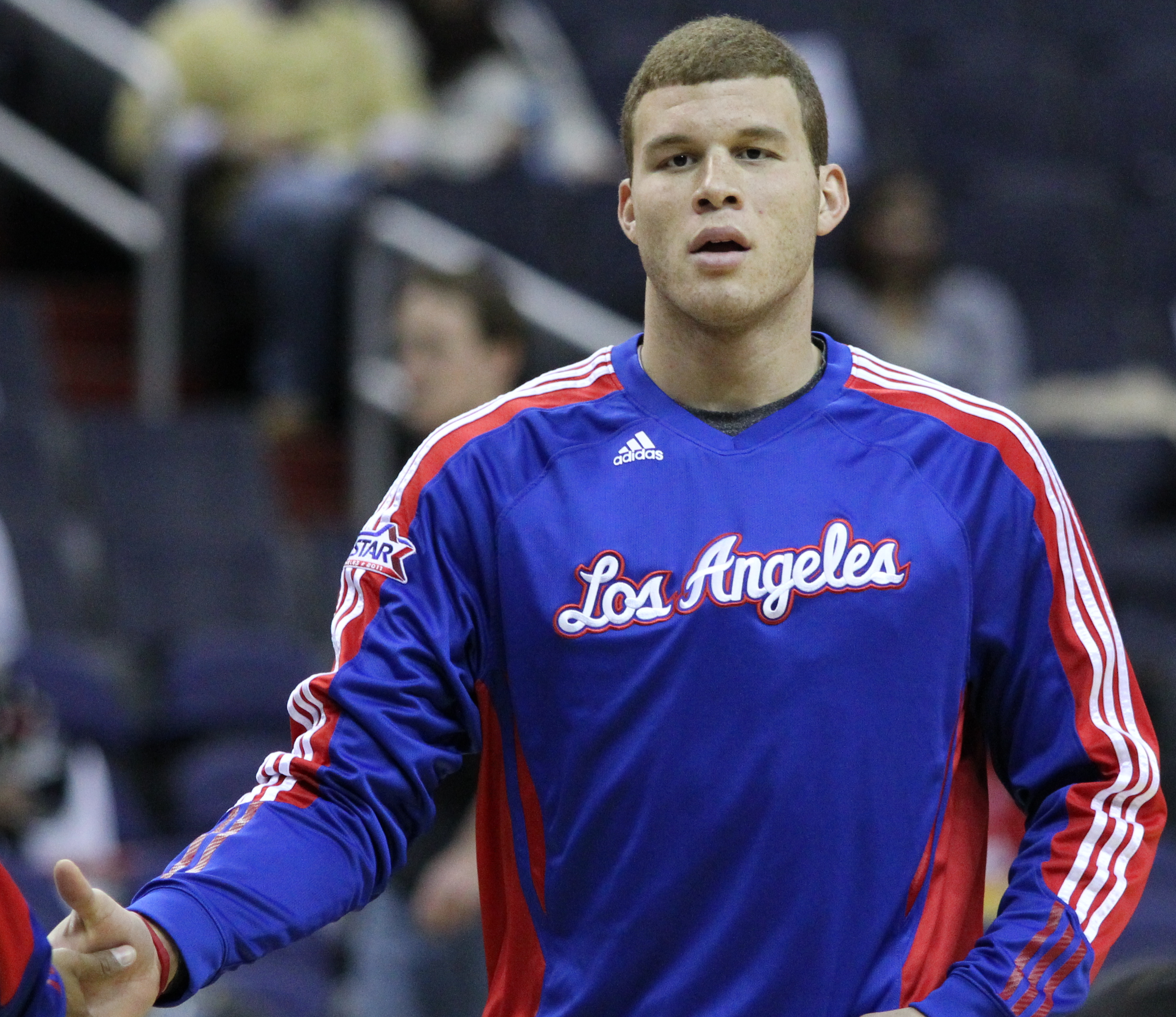
2011年3月12日のワシントン・ウィザーズ戦でのグリフィン

2010-11シーズン、遂にグリフィンはNBAキャリアをスタートさせた。しかしシーズン開幕当初はドラフト1位で100年に一人の逸材とまで言われたジョン・ウォールの新人王獲得が最有力と見られており、グリフィンは怪我の影響で前年ほど期待されていなかった。だがシーズンがスタートすると、新人らしい思い切りの良いプレーで持ち前の身体能力を存分に発揮してダンクを量産、ダンクコンテストは初出場で初優勝を果たした。また、ルーキーとして2003年の姚明以来となるオールスター出場に到った。チームは前年から3勝を積み上げただけの32勝50敗と低迷したが、終盤になっても勢いは衰えなかった。終わってみれば全試合出場で平均22.5得点、12.1リバウンドというNBAデビュー年とは思えないスタッツを残し、新人王投票ではウォールらライバル選手を寄せ付けず、ラリー・バード以来となる満票で新人王を獲得。この年のオフにグリフィンはスポーツ・イラストレイテッドにてNBA史上最高のルーキー15人のうちの1人と評された。

2013年のメンフィス・グリズリーズ戦でのグリフィン（左）とザック・ランドルフ

2013-14シーズン、司令塔のクリス・ポールが故障により長期離脱しているなか、クリッパーズはグリフィンを中心に順調に勝ちを重ねフランチャイズレコードの57勝25敗を記録した。ポール不在時に崩れることなくチームを引っ張った功績が評価されたグリフィンは、MVP投票ではケビン・デュラント、レブロン・ジェームズに次ぐ3位に名を連ねた。プレーオフの1stラウンドのゴールデンステート・ウォリアーズとのシリーズでグリフィンはプレーオフキャリアハイの35得点を挙げた。
2014-15シーズン、12月8日のフェニックス・サンズ戦、サンズリードで120-118で残り2.6秒、ボールを受け取ったグリフィンがスリーポイントラインから放ったボールは、リングに当たり跳ね上がり、試合終了のブザーが鳴るとともにネットに吸い込まれた。120-121でクリッパーズの逆転勝利を手繰り寄せたこの試合グリフィンは45得点、8リバウンドを記録。キャリア初のゲームウィナー成功であった。このシーズンからは味方を活かす場面も以前より増え、初めてシーズン平均5アシスト越えを記録した。プレーオフの1stラウンドでは第七戦まで縺れた、カワイ・レナード、ティム・ダンカンを擁する前年の王者サンアントニオ・スパーズとのシリーズで、2回のトリプルダブルを含む平均24.1得点 13.1リバウンド 7.4アシスト 1.4スティール 1.4ブロック を記録しシリーズ突破の原動力となった。
グリフィンはクリス・ポールやデアンドレ・ジョーダンらと共に、長らくドアマットと言われた、クリッパーズの新時代を築くフランチャイズ・プレイヤーとして君臨していたものの、度重なるプレーオフ期間中の怪我に悩まされた。
2017年オフにビッグスリーの一角、クリス・ポールがヒューストン・ロケッツに大型トレードで移籍し、自身は5年1億7300万ドルの大型契約を結び 2017-18シーズンでは新たなスタートを切る年になった。

### デトロイト・ピストンズ
2018年1月29日、トバイアス・ハリス、エイブリー・ブラッドリー、ボバン・マリヤノヴィッチ、将来のドラフト1巡目指名権、2巡目指名権とのトレードでブライス・ジョンソン、ウィリー・リードと共にデトロイト・ピストンズに移籍した。3日後の2月1日に行われたメンフィス・グリズリーズ戦でピストンズの一員として初めての試合に臨んだ。この試合でグリフィンは24得点、10リバウンド、5アシストを記録、チームは104-102で勝利した。また、ピストンズでのデビュー戦で20得点、10リバウンド、5アシスト以上を記録したのは、1994年のグラント・ヒル(25得点、10リバウンド、5アシスト)以来の記録となった。
2018-19シーズン、グリフィンはこのシーズンにピストンズのHCに就任したドウェイン・ケイシーに古豪復活のキーマンに挙げられポイント・パワーフォワードとしての飛躍に期待された。10月23日のフィラデルフィア・76ers戦でルーキーシーズンに記録した47得点以来のキャリアハイ更新となる50得点、14リバウンド、6アシスト、1ブロックを挙げ、さらにはOTまで縺れた試合の決勝点を沈める大車輪の活躍でピストンズを勝利に導いた。ピストンズの選手が40得点、10リバウンド以上を挙げたのは1983年のアイザイア・トーマス(46得点、10リバウンド)以来、35年ぶりとなった。1月12日、クリッパーズからピストンズに放出されて以降初めてのステイプルズ・センター帰還となったリベンジゲームで、グリフィンはピストンズの選手として44得点を挙げ109-104で勝利をもたらした。グリフィンはこの1月、1982-83シーズンの3月に442得点を挙げていたアイザイア・トーマスの月間総得点記録を上回る445得点でピストンズの最多記録に躍り出た。4月5日にオクラホマシティ・サンダー戦でキャリアハイのスリーポイント9本を沈め44得点を挙げるも試合には敗れる。グリフィンはシーズン中に左膝の痛みを訴えており、そのため一時戦列を離れた。チームは彼が不在の中苦戦するもなんとか一勝をもぎ取り、41勝41敗8位で3年ぶりのプレーオフ進出を決めた。グリフィンはイースト首位のミルウォーキー・バックスとの1stラウンドの第1戦と第2戦を欠場した。当初はPOに出場しないと報じられていたが、左膝をテーピングにより固定し強行出場し、第3戦ではこの年のMVPとなったヤニス・アデトクンボをマークし14得点に抑え、自身は27得点6アシスト7リバウンドを記録し奮闘する。しかし第3戦に敗れ続く第4戦も落としピストンズはスイープされたが、満身創痍の中死力を尽くしたグリフィンに対しリトル・シーザーズ・アリーナのピストンズファンからはスタンディングオベーションとMVPチャントが沸き起こった。
2021年3月5日にピストンズと契約のバイアウトに合意し、FAとなった。

### ブルックリン・ネッツ
2021年3月7日にブルックリン・ネッツとシーズン終了までの契約を結んだ。ケビン・デュラント、カイリー・アービング、ジェームズ・ハーデンのビッグ3に加え、クリッパーズ時代共にプレーしたディアンドレ・ジョーダンなどの強力なチームメイトと共に、キャリア初の優勝を目指すこととなった。ネッツでのデビュー戦となった同月21日のワシントン・ウィザーズ戦では、ベンチ出場から公式戦で2年ぶりとなるダンクを披露するなど2得点・2リバウンド・1ブロックを記録。チームは113-106で勝利した。
2021年8月8日にネッツと1年200万ドルで再契約した。
2021年6月16日 NBAプレーオフカンファレンスセミファイナルミルウォーキーバックス第6戦、BIG3のうちの1人であるカイリー・アービングを欠き、ジェームズハーデンも怪我明けでコンディションが合わない状況の中、チームのエースケビン・デュラントの49得点17リバウンド10アシスト3スティール2ブロックという歴史的パフォーマンスの横で、17得点3リバウンド、FG%63.6%、3P%50.0%と、勝利に貢献した。

### ボストン・セルティックス
2022年10月3日にボストン・セルティックスと1年契約を結んだ。しかしこのシーズンのプレーオフでは負傷により殆どプレー出来ずに終わった。2023-24シーズン、チームやチーム関係者たちは複帰を望んでいたが契約はせず、2024年4月、正式に引退を表明した。

## 個人成績

### NBA

#### レギュラーシーズン
| シーズン     | チーム       | GP  | GS  | MPG  | FG%  | 3P%  | FT%  | RPG  | APG | SPG | BPG | PPG  |
| ------------ | ------------ | --- | --- | ---- | ---- | ---- | ---- | ---- | --- | --- | --- | ---- |
| 2010–11      | LAC          | 82  | 82  | 38.0 | .506 | .292 | .642 | 12.1 | 3.8 | .8  | .5  | 22.5 |
| 2011–12      | LAC          | 66  | 66  | 36.3 | .549 | .125 | .521 | 10.9 | 3.2 | .8  | .7  | 20.7 |
| 2012–13      | LAC          | 80  | 80  | 32.5 | .538 | .179 | .660 | 8.3  | 3.7 | 1.2 | .6  | 18.0 |
| 2013–14      | LAC          | 80  | 80  | 36.1 | .528 | .273 | .715 | 9.5  | 3.9 | 1.2 | .6  | 24.1 |
| 2014–15      | LAC          | 67  | 67  | 35.2 | .502 | .400 | .728 | 7.6  | 5.3 | 2.2 | .9  | 21.9 |
| 2015–16      | LAC          | 35  | 35  | 33.4 | .499 | .333 | .727 | 8.4  | 4.9 | .8  | .5  | 21.4 |
| 2016–17      | LAC          | 61  | 61  | 34.0 | .493 | .336 | .760 | 8.1  | 4.9 | 1.0 | .4  | 21.6 |
| 2017–18      | LAC          | 33  | 33  | 34.5 | .441 | .342 | .785 | 7.9  | 5.4 | .9  | .3  | 22.6 |
| 2017–18      | DET          | 25  | 25  | 33.2 | .433 | .348 | .784 | 6.6  | 6.2 | .4  | .4  | 19.8 |
| 2018–19      | DET          | 75  | 75  | 35.0 | .463 | .362 | .753 | 7.5  | 5.4 | .7  | .4  | 24.5 |
| 2019–20      | DET          | 18  | 18  | 28.4 | .352 | .243 | .776 | 4.7  | 3.3 | .4  | .4  | 15.5 |
| 2020–21      | DET          | 20  | 20  | 31.3 | .365 | .315 | .710 | 5.2  | 3.9 | .7  | .1  | 12.3 |
| 2020–21      | BKN          | 26  | 10  | 21.5 | .492 | .383 | .782 | 4.7  | 2.4 | .7  | .5  | 10.0 |
| 2021–22      | BKN          | 56  | 24  | 17.1 | .425 | .262 | .724 | 4.1  | 1.9 | .5  | .3  | 6.4  |
| 2022–23      | BOS          | 41  | 16  | 13.9 | .485 | .348 | .656 | 3.8  | 1.5 | .3  | .2  | 4.1  |
| 通算         | 通算         | 765 | 692 | 31.9 | .493 | .328 | .696 | 8.0  | 4.0 | .8  | .5  | 19.0 |
| オールスター | オールスター | 5   | 3   | 25.0 | .750 | .375 | .500 | 5.6  | 3.0 | .8  | .2  | 19.4 |

#### プレーオフ
| シーズン | チーム | GP | GS | MPG  | FG%  | 3P%  | FT%   | RPG  | APG | SPG | BPG | PPG  |
| -------- | ------ | -- | -- | ---- | ---- | ---- | ----- | ---- | --- | --- | --- | ---- |
| 2012     | LAC    | 11 | 11 | 35.7 | .500 | .000 | .636  | 6.9  | 2.5 | 1.8 | .9  | 19.1 |
| 2013     | LAC    | 6  | 5  | 26.3 | .453 | .000 | .808  | 5.5  | 2.5 | .0  | .8  | 13.2 |
| 2014     | LAC    | 13 | 13 | 36.8 | .498 | .143 | .740  | 7.4  | 3.8 | 1.2 | 1.1 | 23.5 |
| 2015     | LAC    | 14 | 14 | 39.8 | .511 | .143 | .717  | 12.7 | 6.1 | 1.0 | 1.0 | 25.5 |
| 2016     | LAC    | 4  | 4  | 31.8 | .377 | .500 | .760  | 8.8  | 4.0 | .8  | .5  | 15.0 |
| 2017     | LAC    | 3  | 3  | 33.1 | .490 | .667 | 1.000 | 6.0  | 2.3 | .7  | .3  | 20.3 |
| 2019     | DET    | 2  | 2  | 29.0 | .462 | .462 | 1.000 | 6.0  | 6.0 | 1.0 | .0  | 24.5 |
| 2021     | BKN    | 12 | 12 | 26.5 | .532 | .389 | .714  | 5.9  | 1.8 | .8  | .5  | 9.0  |
| 2022     | BKN    | 2  | 0  | 12.5 | .286 | .400 | 1.000 | 2.0  | 2.0 | .5  | .5  | 4.0  |
| 2023     | BOS    | 1  | 0  | 6.0  | .000 | ---  | ---   | 2.0  | .0  | .0  | .0  | 0.0  |
| 通算     | 通算   | 68 | 64 | 32.6 | .492 | .377 | .731  | 7.7  | 3.5 | 1.0 | .8  | 18.2 |

### カレッジ
| シーズン | チーム     | GP | GS | MPG  | FG%  | 3P%  | FT%  | RPG  | APG | SPG | BPG | PPG  |
| -------- | ---------- | -- | -- | ---- | ---- | ---- | ---- | ---- | --- | --- | --- | ---- |
| 2007–08  | オクラホマ | 33 | 28 | 28.4 | .568 | .000 | .589 | 9.1  | 1.8 | 1.0 | .8  | 14.7 |
| 2008–09  | オクラホマ | 35 | 35 | 33.3 | .654 | .375 | .590 | 14.4 | 2.3 | 1.1 | 1.2 | 22.7 |
| 通算     | 通算       | 68 | 63 | 30.9 | .618 | .300 | .589 | 11.8 | 2.1 | 1.1 | 1.0 | 18.8 |

## プレースタイル

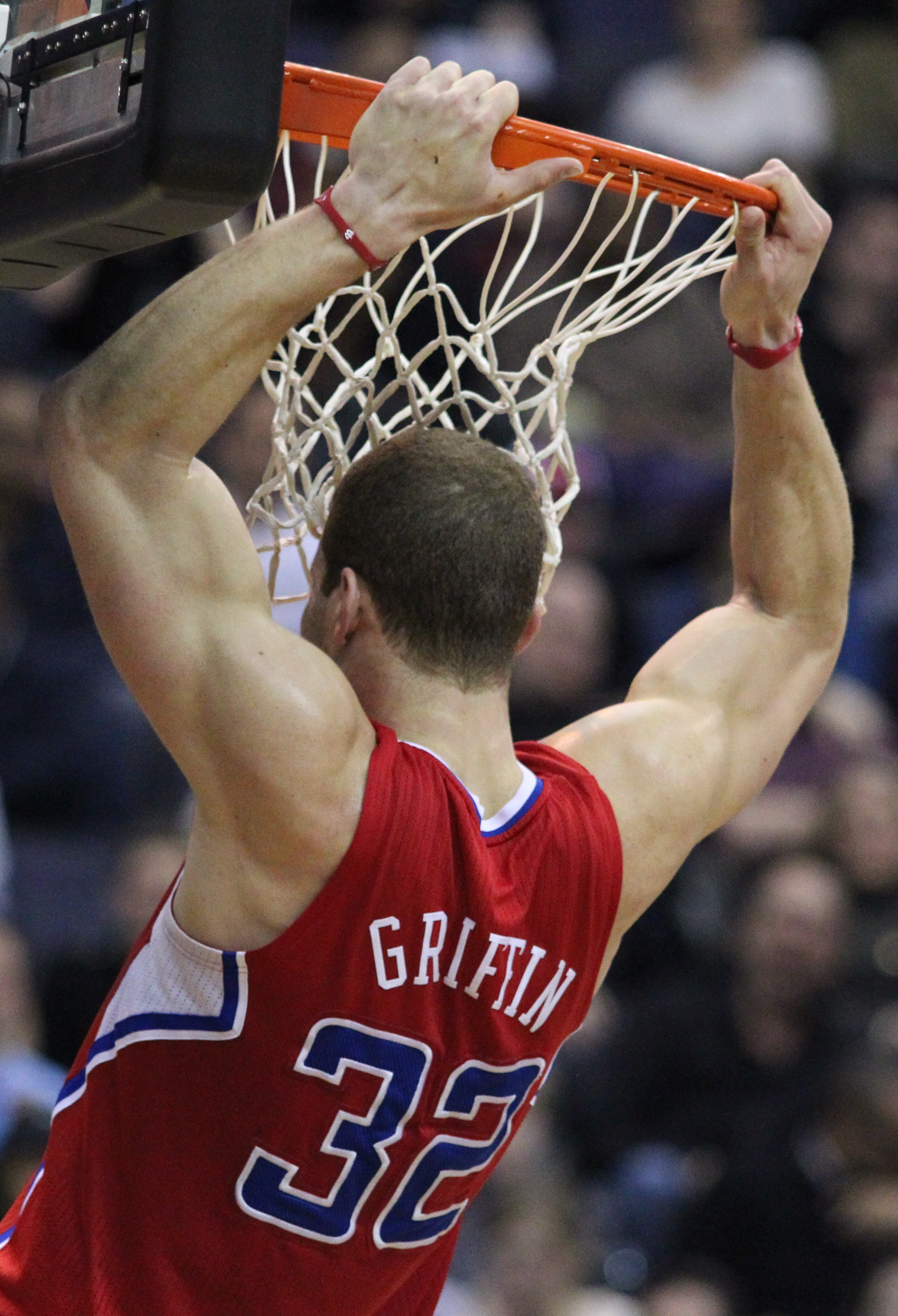
リングにぶら下がるグリフィン

- 2016-17シーズン以前は1シーズンあたりのスリーポイントアテンプトが100本を超えることはなかったが、2016-17シーズン以降は100本を超えるようになるなど、積極的にスリーポイントも狙っていた[29]。ルーキーシーズンから2017-18シーズンまでのスリーポイント成功数は191本だったが、2018-19シーズンはこのシーズンだけでスリーポイントを189本決めた[29]。この記録は当時、PF登録の選手としてはラシャード・ルイス(2007-08シーズン226本, 2008-09シーズン220本)、アントワン・ウォーカー(2001-02シーズン222本, 2000-01シーズン221本)、ライアン・アンダーソン(2012-13シーズン213本, 2016-17シーズン204本)、ケビン・ラブ(2013-14シーズン190本)など名だたるストレッチフォーらに次ぐ歴代8位に位置した[30]。

## 受賞歴
- 新人王 2011
- オールNBAセカンドチーム 2012-2014
- オールNBAサードチーム 2015, 2019
- NBAオールスターゲーム出場 2011-2015, 2019
- NBAスラムダンクコンテスト 優勝 2011